# 아동학
아동학(兒童學, paedology)은 어린이의 행동, 발달을 연구하는 학문이다. 아동학은 보통은 별개의 학문으로 간주되지 않는다. 그러므로 아동학자로 언급되는 수많은 사람들은 교육학자, 심리학자 등으로 기술된다. 또, 아동학 분야에만 기여하는 것이 아니라 다른 분야에도 기여할 수 있기 때문도 그 이유이다. 예를 들면 장 피아제는 아동인지발달이론에서 아동학에 기여하였으나 피아제는 발달심리학자로 더 널리 알려져 있다.